# Yoruba (religion)
Yoruba är yorubafolkets religion. Den är en traditionell, animistisk religion som förekommer i Afrika (främst i Benin och Nigeria) och i Nya världen där den gett upphov till en rad afro-amerikanska religioner som santeria, umbanda och candomblé.
Enligt yoruba är vi omgivna av en osynlig dimension, befolkad av tre sorters andevarelser: gudar, andra andevarelser och förfäderna. Enligt yorubamytologin finns också andebarn (abiku) som existerar i en ständigt återkommande cykel av liv, död och återfödelse.

## Skapelseberättelse
För mycket länge sen var hela vår värld ett stort hav. Himmelsguden Olodumare skapade då en hög palm dit han sände ner sina två söner, Obatala och Oduduwa. När pojkarna väl kommit ner började Obatala dricka den söta saven från palmen, men han borde ha varit försiktigare, ty palmens söta sav är sövande och där låg han, Obatala.
Oduduwa däremot började försiktigt klättra ner mot palmens rötter, och då sände Olodumare ner en väska, kameleont och höna till sin andre son. När han öppnade väskan fann han att den innehöll sand. Han började strö ut sand och då kom kameleonten fram och började försiktigt gå på sanden, ty kameleonten är ett försiktigt djur, och därmed skapades land. När Oduduwa ännu gläntade på väskan såg han, att den också innehöll fin svart mylla. Den strödde han också ut, och då kom hönan in i bilden. Den hoppade omkring och sprättade våldsamt ut myllan och nya landområden kom till.
När Olodumare såg detta, sände han ner en vacker maka åt Oduduwa, Aji. Efter Aji följde tre väskor och de innehöll kalmariansnäckor för affärer, säd för odling och tre järnstänger för smidesjobb, hackor och bestick.
Aji och Oduduwa fick en son, Oranyan, blev härskare över kungariket Yoruba och levde ett gott liv. Oranyan, deras son, blev en duktig krigare, hade många hästar och försvarade landet mot fiender. På äldre dar drog han sig tillbaka till en grotta i öknen och det sägs att han aldrig dog. Han kom alltid tillbaka om landet behövde honom.